# Umikaze-klasse
De Umikaze-klasse is een scheepsklasse bestaande uit twee torpedobootjagers die dienstdeden bij de Japanse Keizerlijke Marine. Het waren de eerste Japanse torpedobootjagers die ontworpen werden om intercontinentaal te opereren.

## Achtergrond
De Umikaze-klasse torpedobootjagers werden ontworpen na de Russisch-Japanse Oorlog, toen de Japanse marine besefte dat de bestaande torpedobootjagers verouderd waren en niet ver van huis konden opereren.
Uiteindelijk werd besloten om twee torpedobootjagers van de Umikaze-klasse te maken. De schepen werden Umikaze en Yamakaze genoemd.

## Ontwerp
De schepen waren grotendeels afgeleid van de Britse Tribalklasse. Vanaf de Umikaze-klasse maakte de Japanse marine hun torpedobootjagers groter. De Umikaze-klasse had een driemaal zo grote waterverplaatsing als zijn voorgangers.
De schepen hadden een voorstuwing bestaande uit drie met kolen gestookte stoomturbines. Later werd dit vervangen door stoomturbines gestookt met stookolie. De turbines gaven de schepen een vermogen van 15.300 kW, waarmee ze voor korte tijd 33 knopen konden halen. De schepen waren echter niet zuinig, waardoor de afstanden die ze konden afleggen beperkt werd.
De schepen waren bewapend met twee 120mm-kanonnen, vijf stuks 80mm-geschut en twee 450mm-torpedobuizen, wat hen aanzienlijk krachtiger maakten dan voorgaande Japanse torpedobootjagers.

## Inzet
Hoewel de Umikaze-klasse de Eerste Wereldoorlog heeft meegemaakt, hebben de schepen vrijwel geen actie gezien. In 1930 werden de schepen geherclassificeerd als mijnenveger en in 1936 werden ze buiten dienst gesteld.

## Boeken
- Evans, David (1979). Kaigun: Strategy, Tactics, and Technology in the Imperial Japanese Navy, 1887-1941. US Naval Institute Press. ISBN 0-87021-192-7.
- Howarth, Stephen (1983). The Fighting Ships of the Rising Sun: The Drama of the Imperial Japanese Navy, 1895-1945. Atheneum. ISBN 0-689-11402-8.
- Jentsura, Hansgeorg (1976). Warships of the Imperial Japanese Navy, 1869-1945. US Naval Institute Press. ISBN 0-87021-893-X.